# Viale IV Novembre
Viale IV Novembre, comunemente noto come Passeggio, è un viale della città italiana di Lodi, che corre lungo la linea delle antiche mura al limite meridionale del centro storico.

## Storia
In previsione della visita dell'imperatore Ferdinando alla città di Lodi, il consiglio comunale decise di abbattere le vecchie fortificazioni che ancora cingevano la città sul lato meridionale, fra le porte Regale e Cremonese; al loro posto si aprì un viale rettilineo e alberato, che venne inaugurato dall'imperatore stesso durante la sua visita, il 17 settembre 1838.
Nella stessa occasione vennero anche inaugurati un obelisco neoclassico e il Teatro Ranieri, entrambi posti lungo il nuovo viale.
Nel 1913 risultava denominato «viale Cremona»; la denominazione attuale venne assunta con ogni probabilità poco dopo la fine della prima guerra mondiale.

## Caratteristiche
Il viale ha origine da viale Dante e si dirige verso est costeggiando da settentrione i giardini e terminando presso porta Cremona.
Circa a metà del tracciato è interrotto dal piazzale Medaglie d'Oro.